# Alessandro Fusco
Alessandro Fusco (Napoli, 16 febbraio 1962) è un ex rugbista a 15 e allenatore di rugby a 15 italiano, il cui ruolo era quello di mediano di mischia.

## Biografia
Figlio del rugbista internazionale Elio, Alessandro Fusco crebbe nell'Amatori Napoli in cui esordì a 14 anni nel 1977 prima di passare alla S.S. Lazio nel 1979.
Dopo una sola stagione a Roma fu ingaggiato dal Benetton con cui si laureò nel 1983 campione d'Italia.
Nel 1982 esordì in nazionale a Padova con una vittoria sull'Inghilterra Under-23.
Furono 5 le presenze complessive in azzurro fino al 1986 (4 vittorie e una sconfitta).
Nel prosieguo della sua carriera fu all'Amatori Milano e a seguire Amatori Catania, in cui militò a due riprese intervallate dal ritorno a Napoli alla Partenope e un'esperienza a Benevento.
Terminò la carriera nel 2003 alla Partenope, e da allora svolge l'attività di preparatore atletico.

## Palmarès
- Campionati italiani: 1
Benetton Treviso: 1982-83